# Stokastik
Stokastik är ett sammanfattande begrepp för de matematiska metoder som används för att modellera och analysera slumpmässiga fenomen. Ämnet kan delas upp i sannolikhetsteori och statistikteori; det kan även anses vara en beskrivning av innehållet i ämnet matematisk statistik.
Stokastik kommer från det grekiska ordet stochos, som betyder förmodan eller gissning, eller stochastikos, ungefär "skicklig på att gissa".